# Talys
Talys Alves Pereira Oliveira (Itabuna, 10 febbraio 1999) è un calciatore brasiliano, di ruolo difensore, svincolato.

## Caratteristiche tecniche
È un terzino destro.

## Carriera
Cresciuto nel settore giovanile del Paraná, nel 2017 è stato acquistato dall'Osijek. Ha esordito in prima squadra con il club croato il 3 aprile 2019 disputando l'incontro di 1. HNL vinto 3-1 contro l'Inter Zaprešić.

## Statistiche
Statistiche aggiornate al 12 marzo 2020.

### Presenze e reti nei club
| Stagione        | Squadra         | Campionato      | Campionato | Campionato | Coppe nazionali | Coppe nazionali | Coppe nazionali | Coppe continentali | Coppe continentali | Coppe continentali | Altre coppe | Altre coppe | Altre coppe | Totale | Totale | Totale |
| Stagione        | Squadra         | Comp            | Pres       | Reti       | Comp            | Pres            | Reti            | Comp               | Pres               | Reti               | Comp        | Pres        | Reti        | Pres   | Reti   |        |
| --------------- | --------------- | --------------- | ---------- | ---------- | --------------- | --------------- | --------------- | ------------------ | ------------------ | ------------------ | ----------- | ----------- | ----------- | ------ | ------ | ------ |
| 2018-2019       | Osijek II       | 2.HNL           | 16         | 0          |                 | -               | -               |                    | -                  | -                  |             | -           | -           | 16     | 0      |        |
| 2018-2019       | Osijek          | 1.HNL           | 9          | 1          | CC              | 1               | 0               |                    | -                  | -                  |             | -           | -           | 10     | 1      |        |
| 2019-2020       | Osijek          | 1.HNL           | 21         | 0          | CC              | 3               | 0               |                    | -                  | -                  |             | -           | -           | 24     | 0      |        |
| Totale carriera | Totale carriera | Totale carriera | 46         | 1          |                 | 4               | 0               |                    | -                  | -                  |             | -           | -           | 50     | 1      |        |